# لوران باتلز
لوران باتلز (فرانسوی: Laurent Batlles‎؛ زادهٔ ۲۳ سپتامبر ۱۹۷۵) بازیکن سابق و مربی فوتبال اهل فرانسه است.
از باشگاه‌هایی که در آن بازی کرده‌است می‌توان به باشگاه فوتبال باستیا، باشگاه فوتبال رن، باشگاه فوتبال بوردو، باشگاه فوتبال سن-اتین، باشگاه فوتبال المپیک مارسی، و باشگاه فوتبال تولوز اشاره کرد.
وی همچنین در تیم ملی فوتبال زیر ۲۱ سال فرانسه بازی کرده‌است.